# Topobea parvifolia
Topobea parvifolia là một loài thực vật có hoa trong họ Mua. Loài này được (Gleason) Almeda miêu tả khoa học đầu tiên năm 1990.